# Ecce Homo (Elías García Martínez)
Ecce Homo (em latim , traduzido: "Este é o homem" ou "Eis o Homem") é uma pequena pintura de um professor de arte espanhol Elías García Martínez, no Santuário da Misericórdia de Borja, Província de Saragoça, Espanha. Segundo a imprensa esta pintura é de valor artístico modesto, considerada como tendo um "baixo valor" e "pouca importância artística", mas tornou-se famosa no mundo inteiro, devido a uma tentativa de restauro por uma senhora octogenária (de acordo com as autoridades locais).
O trabalho teria sido executado por Elías García Martínez na primeira década do século XX, na cidade onde costumava passar as suas férias, com as palavras: "Este é o resultado de duas horas de devoção a Nossa Senhora da Misericórdia".

## A pintura original
O artista, professor da Escola de Arte de Zaragoza, deu a pintura à aldeia onde costumava passar as férias, pintando-a diretamente na parede da igreja por volta de 1930. Ele comentou que "este é o resultado de duas horas de devoção à Virgem da Misericórdia". Seus descendentes ainda residem em Zaragoza e sabiam que a pintura havia se deteriorado seriamente; sua neta fez uma doação para sua restauração pouco antes de descobrirem que o trabalho havia sido radicalmente alterado em uma tentativa incompleta de restaurá-lo.

## Falha na tentativa de restauração e fenômeno da internet
As autoridades de Borja disseram que suspeitaram de vandalismo no início, mas depois determinaram que as alterações haviam sido feitas por uma paroquiana idosa, Cecilia Giménez, que tinha em torno de 80 anos na época. Ela disse na televisão nacional espanhola que ela havia começado a restaurar o fresco, porque estava chateada por partes dela terem sido lascadas devido à umidade nas paredes da igreja. Giménez se defendeu, dizendo que não conseguia entender o alvoroço porque trabalhara em plena luz do dia e tentara salvar o afresco com a aprovação do clérigo local. "O padre sabia disso", disse ela à televisão espanhola. "Eu nunca tentei fazer nada escondido".
As notícias da pintura desfigurada espalharam-se pelo mundo em agosto de 2012 nas principais mídias sociais, o que rapidamente levou ao status de fenômeno da internet. O correspondente da BBC Europa, Christian Fraser, disse que o resultado se assemelha a um "esboço de giz de cera de um macaco muito peludo em uma túnica mal ajustada". A versão restaurada foi apelidada de "Ecce Mono" ("Eis o macaco", Ecce vem do latim, enquanto Mono é a palavra do espanhol para "macaco"; em latim, é simius) em uma "corrida online de hilaridade global", e comparado com o enredo do filme Bean. Por causa da atenção negativa, o padre da igreja, Florencio Garces, achou que a pintura deveria ser encoberta.

## Significado artístico
Críticas de linguagem irônica interpretaram a peça como um comentário multifacetado sobre temas sagrados e secular. Um comentarista da Forbes sugeriu que a "restauração inepta" representava "a visão de uma mulher de seu salvador, não comprometida com a escolaridade". Em setembro de 2012, o grupo artístico Wallpeople apresentou centenas de versões retrabalhadas da nova imagem em uma parede próxima ao Centro de Cultura Contemporânea de Barcelona. Um organizador comentou que "Cecilia criou um ícone pop".

## Sucesso turístico
O interesse dos turistas era tanto que a igreja começou a cobrar para ver o afresco. No ano seguinte ao fracasso da restauração, a atividade turística gerou 40.000 visitas e mais de 50.000 euros para uma instituição de caridade local. Giménez procurou uma parte dos royalties. A advogada de Giménez disse que ela queria sua parte dos lucros para ajudar instituições de caridade com distrofia muscular porque seu filho sofre da condição. Em 2016, o número de turistas que visitam a cidade aumentou de 6.000 para 57.000; além de gastar dinheiro com empresas locais, os visitantes doaram cerca de 50 mil euros para a igreja. O dinheiro foi usado para empregar mais assistentes na igreja e para financiar uma casa de idosos. Em 16 de março de 2016, um centro de interpretação dedicado à obra de arte foi inaugurado em Borja.
Em 2023, a história do restauro foi foi transformada numa ópera com versões em espanhol e inglês com estreia em Las Vegas.